# 的盧
的盧（てきろ）とは、額に白い模様を有する馬、あるいはその模様である。額の白い模様が口に入り歯に達しているものを「楡雁」またの名を「馰顱」・「的盧」といい、しもべが乗れば客死し、主が乗れば刑死するという凶馬である。
この特徴を備えたものとして劉備の乗馬が知られる他、東晋の庾亮も的盧のある馬に乗ったとされ、南朝梁の呉均の詩『行路難』にも「青驪白駮的盧馬」という句がみえる。

## 劉備の馬
『三国志』では蜀書「先主伝」注に引く『世語』に記載がある。劉備が劉表のもとに身を寄せていた時期、蔡瑁と蒯越が謀って宴会にかこつけて劉備を害そうとしたため、劉備が的盧に乗って単騎逃走したところ、檀渓の水中にはまって出られなくなってしまった。そこで劉備が的盧に「的盧、的盧、ついに祟ったか」と言うと、的盧は一躍三丈を跳び、そのために難を逃れる事ができたという。
明の張溥が西晋の傅玄の文章を輯した『傅鶉觚集』の「乗輿馬賦序」によれば、劉備が的顱に乗るに至った来歴は大略次の通りである。曹操は劉備が降った際に駿馬を下賜するため、劉備に厩で馬を選ばせた。名馬は百をもって数えたが劉備の意に沿うものはなかった。劉備は下厩で痩せくたびれて骨の浮き出た的顱馬を見つけて撫でてやり、これをもらい受けた。人々は嘲笑した。その後、劉備が荊州で逃走する際、的顱は電光のように速く追手をまいてしまい、人々は態度を改めて感服した。
『水経注』沔水注では「劉備は景升（劉表）の謀るところとなり、的顱に乗って西のかた逃走し、この渓（檀渓）に墜落した」との記述がある。三国志の記述とほぼ異同がないが、劉表が劉備暗殺の首謀者であったと明言している。
なお、唐の詩人の胡曾の『詠史詩』に檀渓に臨む的盧を詠った句があり、『全唐詩』巻647に「檀渓」と題して収められている。
小説『三国志演義』第34回ではこれらの逸話を脚色し、大いに見せ場としている。もとは降将の張虎の乗馬であったが、劉備が張虎を討伐した際に乗馬を見て「間違いなく千里の馬である」と感嘆し、張虎を打ち破ると奪って劉表に贈った。しかし、馬を見た蒯越が「眼下に涙漕があり、額辺に白点がある。これを的盧といい、乗り手に祟りをなす馬である」と忠告したため、劉表は的盧を劉備に突き返した。劉備にも伊籍が凶馬であるとの忠告をしたが、劉備は「死生命あり、どうして馬に運命を妨げることができようか」と取り合わなかった。その後劉備が蔡瑁に追いかけられていた時、大きな川が道を塞いだ。劉備は「的盧よ的盧！私の運命を妨げるか！」と鞭打つと、突然飛び上がり、一躍対岸へとたどり着いたという。
第63回では成都を攻略中に、龐統が馬を進めている間、龐統の馬の前足が折れたため、劉備は龐統に乗馬の白馬を譲った。そして、攻略に向かおうと落鳳坡についた所、劉備と間違われ、張任に矢の一斉射撃を食らって死亡している。
文中では「白馬」と称されているのみであるが、これが的盧であった可能性もある。

## 庾亮の馬
『世説新語』徳行1に以下のような逸話がある。庾亮が的盧に乗っていると、ある人(『晋書』庾亮伝は殷浩とする)が主に禍をなす馬だから売り飛ばすようにと勧めた。庾亮は「これを売れば必ず買う人がおり、主を害することとなる。自分が不安を抱いたからといって、これをどうして他人に転じることができようか」と言い、春秋の楚の孫叔敖の故事を引き「いにしえの美談に習うのは何と道理に適ったことではないか」と答えて断った。